# 伊達市立梁川中学校
伊達市立梁川中学校（だてしりつ やながわちゅうがっこう）は、福島県伊達市にある公立中学校である。

## 概要
当初は、梁川町立梁川中学校（やながわちょうりつ やながわちゅうがっこう）だったが、2006年、伊達町、梁川町、保原町、霊山町、月舘町と合併されるに伴って、改名された。
当初は木造校舎だった。1973年に再建築され、コンクリートの校舎になった。
さらに2000年に再建築され、エコスクールの概念を取り入れた。

## 沿革
- 1947年（昭和22年）4月25日 - 中学校創立、初代柳沼喜一校長着任
  - 5月16日 - 校章を設定
- 1961年（昭和36年）4月1日 - 大枝（東大枝分）中学校、五十沢中学校,富野各中学校の3校を統合
- 1963年（昭和38年）4月1日 - 堰本中学校を統合
- 1972年（昭和47年）4月11日 - 白根中学校、山舟生中学校の2校を統合
- 1983年（昭和58年）4月1日 - 粟野中学校を統合
- 2000年（平成12年）1月11日 - 新校舎完成。使用開始する
- 2006年（平成18年） - 伊達町、梁川町、保原町、霊山町、月舘町と合併されるに伴い、伊達市立梁川中学校に改称する

## 部活動
部活動は、11種類の部活動がある。
過去にテニス部、バスケットボール部、バレー部、特設駅伝部などの部活動が全国大会に出場し、好成績をおさめた。
夏には特設駅伝部が設けられる。この特設駅伝部の部員は運動部が主である。

## 進学
隣接県特例により、梁川中学校区居住の受験生は、福島県内の公立高校（普通科は県北学区）の他、宮城県立の白石、白石工業、伊具の各高校を志願できる。但し、両県の公立高校の併願はできない。